# Trofeu internacional del Guadiana
El Trofeu internacional del Guadiana és una competició ciclista portuguesa per etapes. La cursa forma part de l'UCI Europa Tour des del 2015.

## Palmarès
| Any  | Vencedor    | Segon         | Tercer        |
| ---- | ----------- | ------------- | ------------- |
| 2015 | Jordi Simón | Hernâni Broco | Ryan Anderson |